# Stig Tøfting
Stig Tøfting (født 14. august 1969 i Aarhus) er en tidligere dansk professionel fodboldspiller, tidligere assistenttræner i Randers FC og AGF og sportskommentator. Som spiller var Tøfting en defensiv midtbanespiller med kraftfulde tacklinger, hvilket - foruden kælenavnet Tøffe - gav ham tilnavnet Plæneklipperen.

## Karriere
Tøfting begyndte sin karriere som professionel fodboldspiller hos AGF i 1989 og er til trods for kontrakter med en lang række udenlandske klubber bl.a. Hamburger SV, MSV Duisburg og Bolton Wanderers først og fremmest kendt for sin tilknytning til AGF ad flere omgange.
Tøfting startede sin professionelle fodboldkarriere hos AGF i 1989. Tøfting debuterede som landsholdsspiller den 30. januar 1993 i en venskabskamp mod USA. I 1993 skiftede han fra AGF til Hamburger SV, men slog ikke igennem, hvorpå han blev udlejet til OB og AGF, og i de følgende år skiftede han mellem dansk og tysk fodbold.
I 2002 tog han en afstikker til engelsk fodbold i klubben Bolton Wanderers, hvorfra han dog blev fyret pga. en voldsdom. Han genoptog karrieren i kinesiske Tianjin Teda F.C. i 2003 og spillede igen i AGF fra februar til december 2004, hvorefter han blev fyret igen (ifølge pressen fordi han havde været indblandet i et håndgemæng ved en spillerfest). Herpå kom han til den svenske klub BK Häcken, inden han underskrev sin sidste spillerkontrakt i Randers FC i efteråret 2005, og her sluttede han sin aktive karriere som 38-årig 1. december 2007 som den hidtil ældste markspiller i den bedste danske række. Tøfting nåede at spille 41 landskampe herunder to EM- og to VM-slutrunder, inden han sluttede sin aktive karriere.
Fra sommeren 2007 blev Stig Tøfting assistenttræner for Randers FC hos cheftræner Colin Todd. Den 19. april 2010 blev han ansat som hjælpetræner i det nedrykningstruede AGF.
Stig Tøfting har siden 2009 været ansat på CANAL9 som fodboldkommentator og ekspert, men det sluttede i sommeren 2015 eftersom SBS Discovery ikke ville bruge ham i deres nye setup af ALKA Superligaen. Konkurrenten fra TV3 SPORT valgte at hente Stig ind som fodboldkommentator eftersom han var ledig på markedet.
Tøfting har været en kontroversiel person både på og udenfor banen – bl.a. i forbindelse med flere voldsepisoder, der også har kostet ham en fængselsstraf. I 2005 udgav han selvbiografien »No Regrets« på People's Press, som er skrevet i samarbejde med journalisten Lars Steen Pedersen. I Danmark har bogen solgt over 90.000 eksemplarer.

## Teaterforestilling
"No Regrets" blev omsat til en teaterforestilling på Svalegangen, instrueret af Morten Lundgaard med premiere i april 2022. Forestillingen blev vel modtaget af såvel anmeldere som publikum; den er således fortsat på teatrets repertoire to år efter premieren.

## Privatliv

### Forældre og opvækst
Da Tøfting var 13 år gammel, fandt han sine forældre døde i hjemmet. Faren havde slået moderen ihjel og derefter taget sig eget liv.

### Ægteskab og børn
Tøfting mødte sin kommende hustru Betiina Nielsen i december 1992 på "Sams Bar" i Aarhus, og de blev gift 31. august 1993 på rådhuset i Hamborg, mens han spillede for Hamburger SV. I maj 2001 blev deres borgerlige ægteskab velsignet i Skt. Pauls Kirke i Aarhus. Parret har fire børn sammen - to døtre og to sønner. Parrets ene søn døde kun 26 dage gammel af meningitis den 23. marts 2003.
Parret blev i 2010 skilt efter 18 års ægteskab.

### Brand
Tøftings villa i Hørning brændte i 2011 ned til grunden. De tekniske undersøgelser viste, at der var tale om en påsat brand, idet der blev fundet spor efter brandbare væsker på gulvet på førstesalen. I sommeren 2012 opgav politiet at finde en mulig gerningsmand til branden i huset på den 5.000 kvm. store grund.

### Økonomi
I juni 1993 flyttede Tøfting fra AGF til tyske Hamburger SV i en transfer aftale til en værdi af 500.000 DEM. Han skiftede dog tilbage til AGF i juni 1995 efter en købsaftale på 1,2 mio. kroner. Da hans kontrakt udløb i sommeren 1997 flyttede han fra AGF til rivalerne OB på en "free transfer". Han kunne dog ikke godt sammen med træneren Roald Poulsen og blev suspenderet fra klubben i oktober 1997. Tøfting gik med til en flytte til de daværende Superliga-mestre Brøndby IF for 1 mio. kroner, men OB øgede prisen til 2 mio. kroner, hvilket endte med at købet gik i vasken. Han flyttede i stedet tilbage til Tyskland for at spille for MSV Duisburg i januar 1998, i en 600.000 kroner transfer aftale.
Udover fodboldkarrieren har han også beskæftiget sig med handel og investeringer. I 2011 havde han et underskud på 1,7 mio. kroner i Investeringsselskabet af 1/12 2000 Aps, efter at der foregående år var et overskud på 270.000 kroner. Underskuddet gjorde, at beholdningen i Tøftings pengetank forvandles fra 1,4 millioner til minus 300.000 kroner. Tøfting forklarede til pressen, at underskuddet skyldtes tab på tilgodehavender, og at han vil afvikle firmaet.

### Voldsepisoder
Natten til lørdag den 12. juni 1999 var Tøfting på vej hjem fra en bytur i Aarhus, da en ukendt mand råbte skældsord efter ham. Dette resulterede i at Tøfting løb efter manden og ind på McDonald's, hvor han slog manden ned med flad hånd. Den 29. september 1999 blev han ved byretten i Aarhus idømt 20 dages betinget fængsel for at have slået den 24-årige aarhusianer to gange i ansigtet. Tøfting meddelte umiddelbart efter domsafsigelsen, at han ikke ønskede at anke dommen til landsretten. Anklageren i sagen, vicepolitimester Villy Sørensen, havde lagt op til en straf på minimum 40 dages ubetinget fængsel, men dommen blev ikke anket.
Den 23. juni 2002 afholdte det danske landshold en afskedsmiddag med chefkok Per Thøstesen på jetset-caféen Café Ketchup i Pilestræde i Indre by, København. Uoverensstemmelser omkring musikken fik Tøfting til at nikke en skalle til restaurantens manager, Patrick de Neef. Uden for caféen gav han også en knytnæve i tindingen på køkkenchefen, Michael Wilson, der herefter måtte køres på skadestuen med ambulance. Politiet ankom i mandskabsvogne og mødte talstærkt op, hvorefter Tøfting blev anholdt og tilbageholdt af politiet i otte timer. Både manager og køkkenchef erklærede dog kort tid efter i en pressemeddelelse, at sagen afsluttes fra deres side, efter at Tøfting havde givet dem en uforbeholden undskyldning. Men politiet opgav ikke at køre en sag, og Tøfting blev sigtet efter straffelovens hårde voldsparagraf: § 245, stk.1, der kan give op til 6 års fængsel.
Tøfting blev tiltalt efter tre voldsparagraffer i straffeloven, og sagen kom for en domsmandsret i Københavns Byret den 15. og 18. oktober 2002. Sagen blev behandlet som en domsmandssag, fordi Tøfting nægtede sig skyldig i tiltalen. Politiadvokaten Jens Rasmussen krævede en ubetinget fængselsstraf til Tøfting. Han blev idømt fire måneders ubetinget fængsel, som han afsonede i det åbne fængsel Møgelkær. Desuden kostede episoden ham kontrakten i Bolton Wanderers.
Den 17. juli 2004 blev han igen anmeldt for vold. Denne gang efter en trafikepisode i Hans Broges Gade i det centrale Aarhus. En mand gav fingeren til Tøfting, fordi han følte sig kørt for tæt på i et fodgængerfelt, hvilket fik Tøfting til at stige ud af sin bil og skubbe manden omkuld. Tøfting blev sigtet efter færdselslovens paragraf 27, stk. 7 og politivedtægtens paragraf 3, og han fik en bøde. AGF suspenderer dog Tøfting i fem dage, men han tages til nåde på grund af sagens bagatel-agtige niveau.
Den 7. december 2004 blev Tøfting fyret fra AGF efter ballade og håndgemæng ved en spillerfest få dage forinden. En kammeratlig brydekamp mellem Tøfting og Søren Pedersen medførte at Tøftings skjorte blev revet i stykker. Tøfting blev så sur over det, at det kom til håndgemæng med Søren Pedersen. Morten Pedersen og daværende hjælpetræner Brian Steen Nielsen blandede sig i balladen, som efter yderligere tumult blev stoppet.
Den 10. november 2013 blev Tøfting og hans stedsøn Nick Tristan anholdt under en bytur i Aarhus. De to besøgte først på natten den populære cocktailbar Zenza, og her kom sønnen op at toppes med flere dørmænd kort før klokken 02.00. Sammenstødet fandt angiveligt sted i indgangen, der vender ud mod Åboulevarden. På Fredens Torv et par hundrede meter fra cocktailbaren blev sønnen overmandet og dørmændene foretog en civil anholdelse. Tøfting forsøgte højlydt at gribe ind i det, han mente var en alt for hårdhændet fremfærd hos dørmændene. Derfor blev også han taget med, da politiet ankom. De måtte begge efterfølgende tilbringe natten i detentionen.
Den 26. april 2024 blev Tøfting tiltalt for vold ved en koncert i Vejle. Han skulle angiveligt have slået en mand med knytnæveslag i hovedet ved Vejle Musikteater den 11. august 2023. Tøfting mødte i Retten i Kolding den 2. maj 2024. Ved retssagen viste det sig, at der ikke var nogen forurettede, og politiet havde angiveligt mistet overvågningsvideoen fra stedet, hvorpå Tøfting blev frifundet. 